# Użowo
Użowo (biał. Ужова, Użowa; ros. Ужово, Użowo) – wieś na Białorusi, w obwodzie brzeskim, w rejonie małoryckim, w sielsowiecie Łukowo, przy drodze magistralnej M12.

## Historia
W dwudziestoleciu międzywojennym leżało w Polsce, w województwie poleskim, w powiecie brzeskim, w gminie Wielkoryta. Po II wojnie światowej w granicach Związku Sowieckiego. Od 1991 w niepodległej Białorusi.